# Peculiar (Misuri)

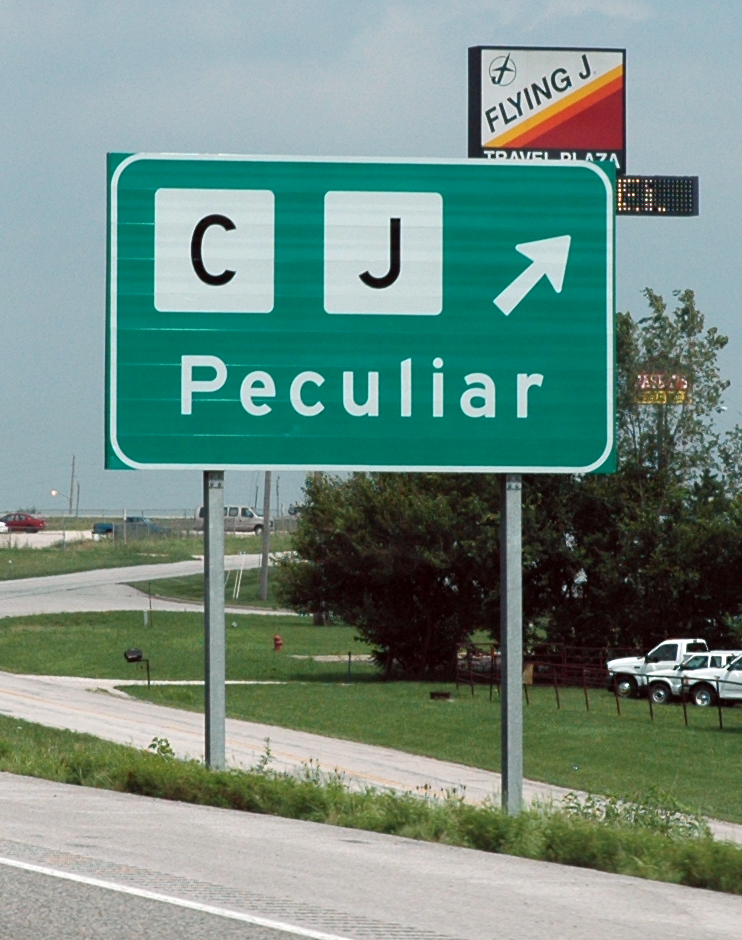
Acceso a Peculiar

Peculiar es una ciudad ubicada en el condado de Cass en el estado estadounidense de Misuri. En el Censo de 2010 tenía una población de 4608 habitantes y una densidad poblacional de 210,53 personas por km².

## Geografía
Peculiar se encuentra ubicada en las coordenadas 38°43′45″N 94°28′33″O / 38.72917, -94.47583. Según la Oficina del Censo de los Estados Unidos, Peculiar tiene una superficie total de 21.89 km², de la cual 21.77 km² corresponden a tierra firme y (0.52%) 0.11 km² es agua.

## Demografía
Según el censo de 2010, había 4608 personas residiendo en Peculiar. La densidad de población era de 210,53 hab./km². De los 4608 habitantes, Peculiar estaba compuesto por el 94.92% blancos, el 2.04% eran afroamericanos, el 0.43% eran amerindios, el 0.26% eran asiáticos, el 0.13% eran isleños del Pacífico, el 0.76% eran de otras razas y el 1.45% pertenecían a dos o más razas. Del total de la población el 2.71% eran hispanos o latinos de cualquier raza.